# Lutzomyia
Lutzomyia é um gênero de flebotomíneos consistindo de quase 400 espécies, sendo que pelo menos 33 delas têm importância médica como vetores de doenças humanas. Espécies do gênero Lutzomyia são encontradas apenas no Novo Mundo, distribuídas em áreas do sul da América do Norte e em toda a zona neotropical. Lutzomyia é um dos dois gêneros da subfamília Phlebotominae capazes de transmitir os protozoários parasitas do gênero Leishmania, causadores da Leishmaniose, sendo o gênero  Phlebotomus encontrado apenas no Velho Mundo. Os flebótomos Lutzomyia também servem como vetores para a Doença de Carrión e para vários outros arbovírus.

## Evolução
O gênero, nomeado em homenagem ao cientista brasileiro Adolfo Lutz, é conhecido desde a extinta espécie Lutzomyia adiketis (Período Burdigaliano) encontrada fóssilizada em âmbar na ilha de Ilha de São Domingos. Acredita-se que todas as espécies do gênero Lutzomyia se originaram nas florestas de terras baixas a leste da Cordilheira dos Andes, e que sua dispersão pelos Neotrópicos foi desencadeada por períodos secos do Pleistoceno, levando a colonização mais ao norte e oeste em áreas de maior umidade e levando ao isolamento reprodutivo.

## Sistemática
A classificação de espécies dentro do gênero Lutzomyia não é ainda cientificamente bem resolvida, e baseia-se em divisões freqüentemente controversas baseadas em caracteres taxonômicos morfológicos. Tais análises podem ser impactadas por polimorfismos dentro de uma espécie, pela existência de espécies crípticas e pela falta freqüente  de caracteres morfológicos distintos entre as fêmeas. Pesquisas foram iniciadas na tentativa de resolver as relações evolutivas entre as espécies do gênero, usando métodos moleculares para criar filogenias baseadas em seqüências de DNA ribossômico.
As chaves de identificação de flebotomíneos de Young & Duncan (1979) ainda é a mais utilizada, tratando os flebotomíneos do continente americano como pertencentes ao gênero Lutzomyia; a chave de Galati (2003) traz alterações na classificação de quase todas as espécies em relação à publicação anterior, não havendo ainda se chegado a um consenso sobre a sistemática desses insetos.

## Abreviatura
O gênero Lutzomyia deve, preferencialmente, ser abreviado como Lu., para evitar ser confundido com o gênero Leishmania, com o qual frequentemente está associado. Adicionalmente, o gênero Leishmania também pode ser abreviado como Le. por motivos de clareza no texto.

## Descrição
Sua a cor é amarelada, cabeça com antenas longas, asas grandes, revestidas de cerdas. Para diferenciação de machos e fêmeas observa-se que os machos tem mandíbulas rudimentares, não sendo capazes de penetrar na pele dos vertebrados e nem de se alimentar de sangue. Apresentam terminália no final do tórax, que é um apêndice em forma de garra.

## Biologia
Tanto os machos como as fêmeas necessitam de se alimentar de substâncias açucaradas tais como seiva de plantas, néctar de flores e secreções de insetos como fonte de energia. A hematofagia é exercida apenas pelas fêmeas e esse tipo de dieta propicia nutrientes para o desenvolvimento do ovário e a produção de ovos. As peças bucais dos flebotomíneos são curtas e rígidas, por isso não se alimentam de sangue diretamente nos vasos sanguíneos. Assim, para obterem alimento as fêmeas dilaceram a pele do hospedeiro formando uma poça subcutânea de sangue e restos de tecido que então são ingeridos. Esse processo é chamado de telmatofagia e contribui para a transmissão das leishmanioses, uma vez que o parasita é encontrado principalmente na pele do hospedeiro vertebrado.
O Lutzomya longipalpis tem hábitos crepusculares ou noturnos, e preferência alimentar eclética, podendo picar o homem tanto no interior do domicílio como fora dele. O período de atividade máxima inicia-se cerca de uma hora após o crepúsculo, terminando ao redor das 23 horas. No intradomicílio, as fêmeas permanecem em repouso, principalmente nas paredes dos dormitórios, até o horário matinal, quando se evadem. No peridomicílio, encontram-se nos abrigos dos animais domésticos, no mesmo horário. As fêmeas adultas vivem em torno de 15-20 dias, e a ovoposição se dá cerca de oito dias após o respato sanguíneo e consequente desenvolvimento dos ovários. Os flebotomíneos são insetos holometábolos. Seus ovos são depositados sobre matéria orgânica do chão com pouca umidade, e em fendas e reentrâncias das superfícies das paredes, de troncos de árvores e de pedras. Do ovo ao adulto, passando por uma fase larvária terrestre, decorrem cerca de 30 dias. 

## Importância médica no Brasil

### Leishmaniose

#### A doença
A leishmaniose é uma antropozoonose cujo agente etiológico é o protozoário Leishmania sp. A transmissão ocorre pela picada da fêmea do flebotomíneo Lutzomyia longipalpis, que tem sido registrado tanto em ecótopos naturais como em ambientes rurais e urbanos, próximos a animais domésticos e habitações humanas .
A Leishmaniose Visceral (LV)é uma doença infecciosa sistêmica, caracterizada por febre de longa duração, aumento do fígado e baço, perda de peso, fraqueza, redução da força muscular, anemia e outras manifestações. Pessoas residentes em áreas onde ocorrem casos de Leishmaniose Visceral, ao apresentarem esses sintomas, devem procurar o serviço de saúde mais próximo e o quanto antes, pois o diagnóstico e o tratamento precoce evitam o agravamento da doença, que pode ser fatal se não for tratada. Leishmaniose Visceral é uma zoonose de evolução crônica, com acometimento sistêmico e, se não tratada, pode levar a óbito até 90% dos casos. É transmitida ao homem pela picada de fêmeas do inseto vetor infectado. No Brasil, a principal espécie responsável pela transmissão é a Lutzomyia longipalpis. Raposas (Lycalopex vetulus e Cerdocyon thous) e marsupiais (Didelphis albiventris) têm sido apontados como reservatórios silvestres. No ambiente urbano, os cães são a principal fonte de infecção para o vetor. 
A Leishmaniose Tegumentar Americana (LTA) é uma doença infecciosa, não contagiosa, que provoca úlceras na pele e mucosas. A doença é causada por protozoários do gênero Leishmania. No Brasil, há sete espécies de leishmanias envolvidas na ocorrência de casos de LTA. As mais importantes são: Leishmania (Leishmania) amazonensis, L. (Viannia) guyanensis e L.(V.) braziliensis.

#### O agente etiológico
O parasita causador das leishmanioses é o protozoário Leishmania sp. Atualmente, reconhecem-se três formas fundamentais no ciclo de vida destes parasitas, sendo elas as formas amastigotas, promastigotas e promastigotas metacíclicas ou infectantes. O ciclo da vida dos parasitas é comum aos agentes de todas as formas de leishmaniose e seus diferentes hospedeiros. A fêmea do vetor (gênero Lutzomyia), se infecta ao picar um mamífero contaminado na natureza com alguma espécie de Leishmania, que ao sugar o sangue e linfa intersticial, ingere macrófagos parasitados com formas amastigotas (não flageladas). No tubo digestivo anterior do vetor ocorre o rompimento dos macrófagos, liberando estas formas, que por divisão binária, se transformam em formas promastigotas (flageladas). Estas podem permanecer aderidas à parede do tubo digestivo do vetor ou ficar livres na luz do mesmo, passando a multiplicar-se, por divisão binária. As formas promastigotas transformam-se em paramastigotas, as quais migram para a faringe e o esôfago do vetor, permanecendo aderidas ao epitélio pelo flagelo, quando se diferenciam em formas infectantes promastigotas metacíclicas. O ciclo do parasita no inseto se completa em 72 h. Após este período, ao realizarem novo repasto sanguíneo, no hospedeiro (mamífero vertebrado, homem), as fêmeas liberam as formas promastigotas metacíclicas junto à saliva do inseto. Na pele, o parasita de Leishmania é fagocitado pelo macrófago, cuja atividade respiratória aumenta, libera radicais, como óxidos, hidroxilas, hidróxidos e superóxidos, altamente tóxicos. Em decorrência disto, o parasita produz moléculas de glicoproteínas e glicofosforoglicano que recobrem sua membrana. Após a interiorização no macrófago, o mesmo promove a fusão dos lisossomos com o fagossomo e o parasita se adapta ao novo ambiente, onde agora possui a forma amastigota. A forma amastigota se multiplica por divisão binária, e o processo se repete intensamente até o rompimento da parede celular do macrófago, liberando a forma amastigota que será fagocitada por novos macrófagos, completando o ciclo, quando o vetor fizer um novo repasto sanguíneo. Em ambiente urbano, os cães são o grande reservatório para a leishmaniose, enquanto que em ambiente silvestre os reservatórios mais comuns são canídeos selvagens (raposas) e Didelfídeos (gambás). São eles que alojam o parasita. Quando o inseto (Lutzomya longipalpis) portador do protozoário pica o animal, este pode ser infectado. Caso ele seja infectado, outros insetos que picarem esse cão ajudarão a espalhar a doença, aumentando os riscos de contaminação humana.

#### A prevenção
A prevenção ocorre por meio do combate ao inseto transmissor. É possível mantê-lo longe, especialmente com o apoio da população, no que diz respeito à higiene ambiental. Essa limpeza deve ser feita por meio de:
- Limpeza periódica dos quintais, retirada da matéria orgânica em decomposição (folhas, frutos, fezes de animais e outros entulhos que favoreçam a umidade do solo, locais onde os mosquitos se desenvolvem);
- Destino adequado do lixo orgânico, a fim de impedir o desenvolvimento das larvas dos mosquitos;
- Limpeza dos abrigos de animais domésticos, além da manutenção de animais domésticos distantes do domicílio, especialmente durante a noite, a fim de reduzir a atração dos flebotomíneos para dentro do domicílio.
- Uso de inseticida (aplicado nas paredes de domicílios e abrigos de animais). No entanto, a indicação é apenas para as áreas com elevado número de casos, como municípios de transmissão intensa (média de casos humanos dos últimos 3 anos acima de 4,4), moderada (média de casos humanos dos últimos 3 anos acima de 2,4) ou em surto de leishmaniose visceral.

Atualmente, existe uma vacina antileishmaniose visceral canina em comercialização no Brasil. Os resultados do estudo apresentado pelo laboratório produtor da vacina atendeu às exigências da Instrução Normativa Interministerial número 31 de 09 de julho de 2007, o que resultou na manutenção de seu registro pelo Ministério da Agricultura Pecuária e Abastecimento. No entanto, não existem estudos que comprovem a efetividade do uso dessa vacina na redução da incidência da leishmaniose visceral em humanos. Dessa forma, o seu uso está restrito à proteção individual dos cães e não como uma ferramenta de saúde pública.